# Нови Велија
Нови Велија (итал. Novi Velia) је насеље у Италији у округу Салерно, региону Кампанија.
Према процени из 2011. у насељу је живело 2013 становника. Насеље се налази на надморској висини од 578 м.

## Становништво
| 1931. | 1936. | 1951. | 1961. | 1971. | 1981. | 1991. | 2001. | 2011. |
| ----- | ----- | ----- | ----- | ----- | ----- | ----- | ----- | ----- |
| 1.108 | 1.243 | 1.463 | 1.769 | 1.620 | 1.713 | 2.015 | 2.052 | 2.298 |